# Зеніт (спортивне товариство)
«Зеніт» (рос. Зенит) — добровільне спортивне товариство у профспілках СРСР, яке об'єднувало колективи фізкультури ряду галузей оборонної промисловості. Створене у 1936 році. У 1957—1966 у зв'язку з реорганізацією спортивних товариств колективи «Зеніта» входили до товариства «Труд» та інших республіканських товариств. Після відновлення у 1966 товариству «Зеніт» були передані спортивні колективи «Крил Рад».

## Клуби
- Зеніт (футбольний клуб, Пенза)
- Зеніт (Санкт-Петербург)
- Зеніт-2 (футбольний клуб)
- Зеніт (міні-футбольный клуб)
- Зеніт (баскетбольний клуб)
- Зеніт (волейбольний клуб, Казань)
- Зеніт (волейбольний клуб, Санкт-Петербург)